# 吉什阿拜
吉什阿拜（英語：Gish Abay）是埃塞俄比亞中西部阿姆哈拉州西戈賈姆地區的小鎮，座標10°59′N 37°13′E / 10.983°N 37.217°E，海拔2,744米。根據埃塞俄比亞中央統計局2005年人口普查的資料，吉什阿拜人口總數約3,385人，其中男性1,615人，女性1,770人。